# Великий шлем мандрівника океанами

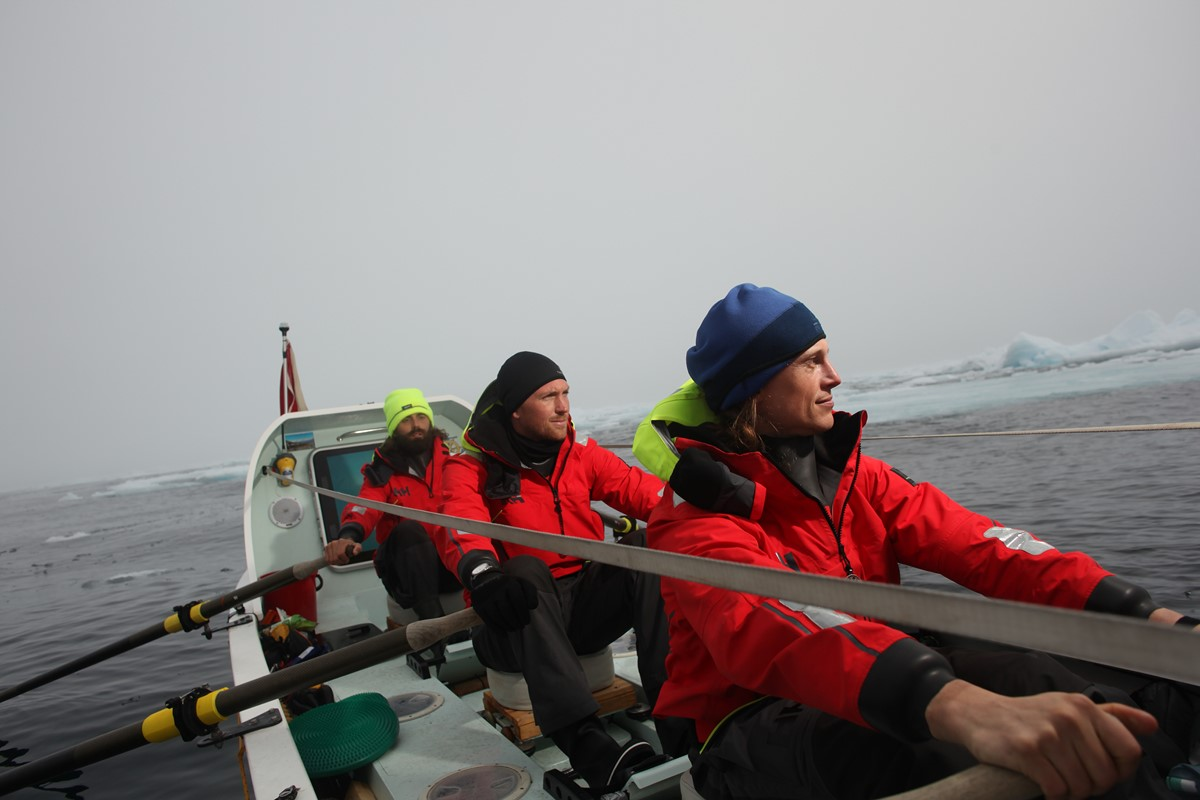
Фіанн Пол, Алекс Грегорі і Карло Факкіно веслують у Північному Льодовитому океані.

Великий шлем мандрівника океанами (англ. Ocean Explorers Grand Slam) — це випробування для шукачів пригод, метою якого є перетнути відкриті води усіх п'яти океанів на плавальному засобі з мускульною тягою.

## Історія
У 2019 році ісландський дослідник Фіанн Пауль очолив перший веслувальний перетин протоки Дрейка («Неможливе веслування», англ. The Impossible Row). Таким чином він завершив веслування у своєму п'ятому океані та став першою людиною, яка пройшла Великий шлем мандрівника океанами.
Великий шлем мандрівника океанами був визначений суддями Книги рекордів Гіннеса як здійснення перетинів відкритих вод всіх п'яти океанів за допомогою суден з мускульною тягою. Фіанн здобув цей титул, перетнувши на веслах всі океани: Атлантичний (2011), Індійський океан (2014), Тихий (2016), Арктичний (2017) та Південний (2019). На завершення цього випробування йому знадобилося 9 років.
Визначення «Перетин океану у відкритих полярних водах» застосовується лише до суто веслувальних експедицій через основні водні басейни за Полярним колом в Арктиці або в фактичних межах Південного океану, з суші на сушу. Не допускається будь-яке використання вітрил, веслування на каяках або каное, а також гребля навколо островів, в межах архіпелагів та прибережних рядів, тобто поблизу суші та з можливістю висадки на берег.

## Люди, які завершили це випробування
1. Фіанн Пауль (2019)